# Edificio Metrópolis
L'Edificio Metrópolis è un edificio che si trova tra la Gran Via e Calle de Alcalá di Madrid e di proprietà della compagnia di assicurazioni Metrópolis Seguros.

## Storia
È un edificio di 5 piani in stile Beaux-Arts, progettato dai due architetti francesi Jules e Raymond Février, che si aggiudicarono la gara per la costruzione dell'edificio sede della compagnia di assicurazione La Unión y El Fénix Español. L'edificio è stato poi completato dall'architetto spagnolo Luis Esteve Fernández-Caballero nel 1910 mentre l'inaugurazione avvenne il 21 gennaio 1911.
In alto si possono notare le colonne con capitelli di ordine corinzio e delle statue allegoriche che rappresentano l'agricoltura, l'industria e il commercio; la sommità è conclusa da una cupola in ardesia con delle rifiniture in foglia d'oro. In cima all'edificio è presente una vittoria alata ma in origine sulla cupola svettava una statua della Fenice poi rimossa dagli ex proprietari al momento della vendita del palazzo nel 1972 ed oggi esposta nei giardini attorno all'edificio della Mutua Madrileña nel Paseo de la Castellana.